# Gertrude Baumstark
Gertrude Baumstark (n. 21 mai 1941, Timișoara, România – d. 28 aprilie 2020, München, Germania) a fost o jucătoare de șah română-germană, deținătoare a titlului de maestru internațional de șah feminin. A câștigat de două ori Campionatul Național de Șah al României.

## Carieră
Gertrude Baumstark și-a început cariera în șah la clubul „Știința” Timișoara, alături de care s-a calificat în 1965 în finala Campionatului național pe echipe. Apoi s-a înscris în clubul „Medicina” Timișoara, alături de care a obținut nouă medalii la edițiile Campionatului Național de Șah al României: două medalii de aur (în 1967, după un baraj cu Margareta Teodorescu, și apoi în 1981), șase medalii de argint (în 1969, 1970, 1971, 1975, 1977 și 1986) și o medalie de bronz (în 1968). Între 1960-1995 a făcut parte din componența lotului național de senioare al României.
A participat la campionate internaționale de șah, cu rezultate notabile la Lublin, unde s-a clasat la egalitate pe locurile I și al II-lea în 1969, iar în 1974 a obținut primul loc. La campionatul de la Pernik din 1973 s-a clasat la egalitate pe locurile I și al IV-lea, la Subotica în 1974, la egalitate pe locurile al II-lea și al III-lea, iar la Nałęczów în 1978 la egalitate pe locurile I și al II-lea.
Pentru performanțele ei în șah, Federația Internațională de Șah (FIDE) i-a decernat titlul de Maestru Internațional (feminin) în 1970. 
Baumstark a concurat pentru clubul „Medicina” pentru ultima dată în 1997, apoi s-a stabilit în Germania, unde, începând cu anul 2004 și până în 2013, a reprezentat Germania în campionatele internaționale de șah feminin.

## Performanțe

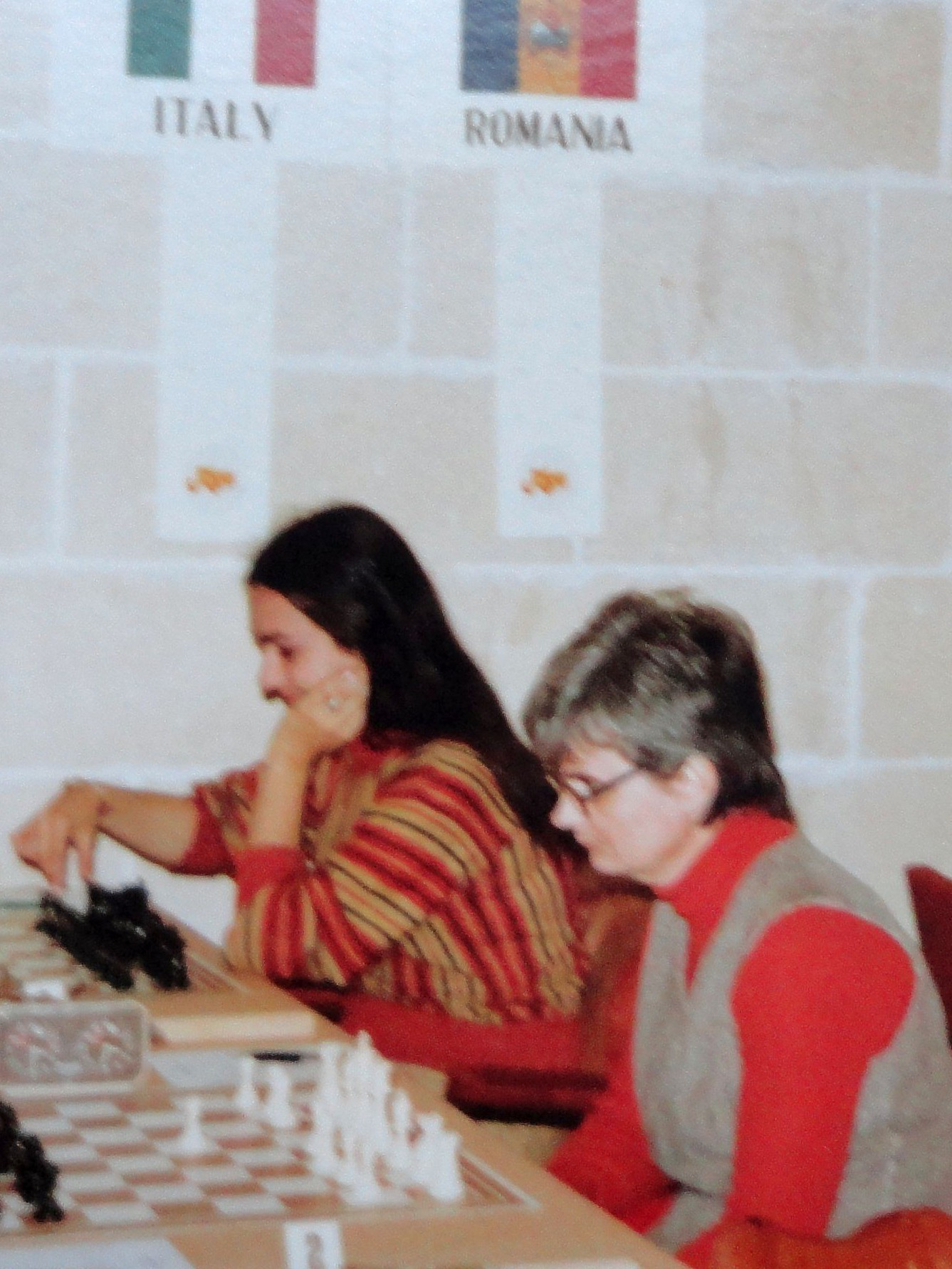
Gertrude Baumstark și Daniela Nuțu-Gajić, la Olimpiada de Șah de la Valletta, 1980

Gertrude Baumstark a participat de patru ori la turnee interzonale ale Campionatului Mondial de șah feminin:
- 1971 - la Ohrida s-a clasat la egalitate pe locurile al XVI-lea - al XVII-lea[10]
- 1973 - la Menorca a ocupat poziția cu numărul 12[11]
- 1976 - la Tbilisi s-a clasat la egalitate pe locurile al VII-lea - al VIII-lea[12]
- 1979 - la Alicante s-a clasat la egalitate pe locurile al IX-lea - al X-lea[13]

De asemenea, a reprezentat România la Olimpiadele de Șah:
- 1969 - a câștigat la a doua tablă (+2, =2, -4) la cea de-a patra Olimpiadă de șah (feminin) de la Lublin
- 1972 - la prima tablă de rezervă (+2, =2, -1) la cea de-a cincea Olimpiadă de șah (feminin) de la Skopje, la care s-a adăugat medalia de argint pe echipe
- 1974 - la a doua tablă (+7, =4, -2), la cea de-a șasea Olimpiadă de șah (feminin) de la Medellin, plus medalia de argint pe echipe
- 1978 - la a doua tablă (+8, =4, -1), la cea de-a opta Olimpiadă de șah (feminin) de la Buenos Aires, unde a câștigat și medalia de argint la individual
- 1980 - la a doua tablă (+2, =1, -2), la cea de-a noua Olimpiadă de șah (feminin) de la Valletta